# 동적 주파수 스케일링
동적 주파수 스케일링(Dynamic frequency scaling) 또는 CPU 스로틀링(CPU throttling)은 컴퓨터 아키텍처에서 전력 절감 기술 중의 하나로, 사용되는 부품의 동작 주파수를 동적으로 높이거나 낮춤으로서 소비 전력을 조정한다. 동적 주파수 스케일링은 에너지가 제한된 건전지를 사용하는 노트북이나 휴대용 기기에서 소비 전력을 줄이기 위해서, 또는 시스템의 작업 부하가 적은 경우에 냉각 비용이나 소음 수준을 낮추기 위해 동작 주파수를 낮춘다. 반면 소비 전력과는 무관하게 시스템의 성능을 높이기 위해서는 동작 주파수를 높인다. 인텔 터보 부스트 기술이나 요구 기반 스위칭(DBS) 기술이 이것의 한 사용 예이다. 극단적으로 시스템의 동작이 특정 시간 동안 필요없다고 판단이 되면 클럭 게이팅과 같이 제공되는 주파수를 차단하기도 한다.
일반적인 소비 전력에 관한 식은 P=αCV2f과 같다. 여기서 여기서 α는 Switching Activity factor이고, C는 회로의 정전 용량, V는 공급 전압, f는 동작 주파수이다. 소비 전력은 제공되는 동작 주파수에 비례하기 때문에 이 주파수를 조정함으로써 소비 전력을 제어할 수 있다.

## 성능에 미치는 영향
동적 주파수 스케일링은 주어진 시간에 프로세서가 처리할 수 있는 명령어의 수가 적게 되어서 성능이 저하된다. 따라서 작업 부하가 CPU에 밀접한 것이 아니거나 소비 전력 절감이 시스템의 성능보다 더 중요할 때 사용된다.
일반적으로 소비 전력을 효과적으로 낮추기 위해서는 동적 주파수 스케일링만을 사용하지 않고 동적 전압 스케일링과 함께 사용한다.

## 적용 예
인텔은 스피드스텝 기술을 현재의 노트북, 데스크탑에서 사용하고 있으며 서버에서는 요구 기반 스위칭이라는 이름으로 사용한다. AMD는 쿨 앤 콰이어트와 파워나우! 기술이 있다.
ACPI 규격에 의하면, C0 동작 상태는 성능 상태라고 하는 “P”-상태와 스로틀링 상태라고 하는 “T”-상태로 나뉜다. P-상태는 클럭을 낮추고 T-상태는 STPCLK(stop clock)을 인가하여 듀티 사이클(Duty Cycle)을 줄임으로써 CPU의 동작을 줄인다.

## 같이 보기
- 클럭 게이팅
- 동적 전압 스케일링
- 스피드스텝
- 요구 기반 스위칭